# Schenectady
Schenectady (prononciation locale [skəˈnɛktədi]) est une cité (city) des États-Unis située dans le comté de Schenectady, dans l'État de New York, comté dont elle est le siège. Au recensement de 2010, la municipalité comptait 66 135 habitants. Schenectady est située à l'est de l'État, dont elle est la neuvième cité la plus peuplée, au niveau du confluent de la rivière Mohawk et du fleuve Hudson. Située à 24 km au nord-ouest de la capitale de l'État, Albany, elle fait partie de la même aire métropolitaine.

## Histoire
Quand les colons néerlandais arrivèrent dans la vallée de l'Hudson au milieu du XVIIe siècle, les Mohawks baptisèrent leur campement Schau-naugh-ta-da, ce qui signifie près des pins. Le mot fut adopté par les Néerlandais, qui l'utilisèrent finalement pour désigner les berges de la rivière Mohawk, où est située la municipalité aujourd'hui.
L'établissement de Schenectady, dirigé par Arent van Curler (en) de Nijkerk aux Pays-Bas, fut fondé en 1661 et constituait l'avant-poste colonial le plus septentrional de la Nouvelle-Néerlande, et le seul situé en amont de Beverwijck, de la vallée du fleuve nord et de ses affluents.
Le 8 février 1690, la localité fut attaquée par les Canadiens et leurs alliés amérindiens, qui brûlèrent Schenectady et massacrèrent la moitié (62 victimes) de la population, laissant la vie sauve à une soixantaine de personnes. L'événement est connu sous le nom de massacre de Schenectady.
Schenectady est devenue une cité en 1798.
En 1887, Thomas Edison y déménagea sa compagnie. À partir de 1892, les quartiers généraux de la compagnie General Electric furent établis à Schenectady. Le Museum of Innovation and Science de Schenectady comporte nombre de documents liés à la présence de cette compagnie à Schenectady.

## Démographie
La municipalité de Schenectady a longtemps accueilli sur son territoire l'American Locomotive Company (Alco). La fermeture de l'usine en 1969 a entraîné beaucoup de chômage et explique en partie le déclin de la population de la ville durant la seconde moitié du XXe siècle.
Elle accueille une entité de General Electric, à 1 Old River Rd.
| Groupe            | Schenectady | New York | États-Unis |
| ----------------- | ----------- | -------- | ---------- |
| Blancs            | 61,4        | 66,8     | 72,4       |
| Afro-Américains   | 20,2        | 15,9     | 12,6       |
| Autres            | 7,4         | 7,5      | 6,4        |
| Métis             | 6,7         | 3,0      | 2,9        |
| Asiatiques        | 3,6         | 7,3      | 4,8        |
| Amérindiens       | 0,7         | 0,6      | 0,9        |
| Total             | 100         | 100      | 100        |
|                   |             |          |            |
| Latino-Américains | 10,5        | 17,6     | 16,7       |

Selon l'American Community Survey pour la période 2010-2014, 86,05 % de la population âgée de plus de 5 ans déclare parler l'anglais à la maison, 6,04 % déclare parler l'espagnol, 1,10 % une langue chinoise, 0,88 % l'italien, 0,72 l'arabe, 0,67 % un créole français, 0,56 % le polonais, 0,51 % l'ourdou et 3,47 % une autre langue.

## Divers
- Le temple de la renommée de la lutte professionnelle était situé à Schenectady jusqu'en 2005, année où il fut déménagé à Amsterdam (État de New York).
- Le lieu de naissance du personnage nommé Docteur Octopus, dans la bande dessinée Spider-Man, est Schenectady.
- La première station de télévision commerciale fut WRGB (en), ouverte à Schenectady en 1940.
- Schenectady International est l'ancienne raison sociale de la société chimique SI Group présente dans une douzaine de pays et créée en 1906 par le chimiste W. Howard Wright ; il s'agit à l'origine d'une entreprise de fabrication de matériaux d'isolation électrique et de vernis, dénommée Schenectady Varnish Works.

## Dans la culture populaire
- Le film The Place Beyond the Pines réalisé par Derek Cianfrance a été entièrement tourné dans cette cité durant l'été 2011.
- Le livre Daisy Miller écrit par Henry James fait de la municipalité le lieu d'origine de la famille Miller. Il est fait de nombreuses références à ce lieu tout au long du roman.

## Jumelage
- Nijkerk (Pays-Bas) depuis 1986